# Coppa Libertadores 1988
L'edizione 1988 della Coppa Libertadores vide la vittoria del Nacional.

## Sedicesimi di finale

### Gruppo 1 Cile, Venezuela
20.07 Táchira San Cristóbal - Marítimo Caracas 0:0

20.07 Universidad Católica Santiago - Colo Colo Santiago 1:0

28.07 Táchira San Cristóbal - Universidad Católica Santiago 0:1

31.07 Marítimo Caracas - Universidad Católica Santiago 0:0

02.08 Marítimo Caracas - Colo Colo Santiago 0:1

05.08 Táchira San Cristóbal - Colo Colo Santiago 0:1

11.08 Colo Colo Santiago - Universidad Católica Santiago 2:2

11.08 Marítimo Caracas - Táchira San Cristóbal 1:1

16.08 Universidad Católica Santiago - Marítimo Caracas 2:1

19.08 Colo Colo Santiago - Marítimo Caracas 1:0

23.08 Colo Colo Santiago - Táchira San Cristóbal 2:0

26.08 Universidad Católica Santiago - Táchira San Cristóbal 3:1
| Club                          | G | V | N | P | Pti | GF | GS |
| ----------------------------- | - | - | - | - | --- | -- | -- |
| Universidad Católica Santiago | 6 | 4 | 2 | 0 | 10  | 9  | 4  |
| Colo Colo Santiago            | 6 | 4 | 1 | 1 | 9   | 7  | 3  |
| Marítimo Caracas              | 6 | 0 | 3 | 3 | 3   | 2  | 5  |
| Táchira San Cristóbal         | 6 | 0 | 2 | 4 | 2   | 2  | 8  |

### Gruppo 2 Argentina, Ecuador
06.07 Newell's Old Boys Rosario - San Lorenzo de Almagro Buenos Aires 0:0

06.07 Barcelona Guayaquil - Filanbanco Guayaquil 4:2

12.07 Filanbanco Guayaquil - Newell's Old Boys Rosario 1:1

13.07 Barcelona Guayaquil - San Lorenzo de Almagro Buenos Aires 2:0

16.07 Filanbanco Guayaquil - San Lorenzo de Almagro Buenos Aires 1:2

17.07 Barcelona Guayaquil] - Newell's Old Boys Rosario 0:0

20.07 Filanbanco Guayaquil - Barcelona Guayaquil] 1:2

21.07 San Lorenzo de Almagro Buenos Aires - Newell's Old Boys Rosario 0:0

27.07 San Lorenzo de Almagro Buenos Aires - Barcelona Guayaquil] 2:1

29.07 Newell's Old Boys Rosario - Filanbanco Guayaquil 1:0

01.08 Newell's Old Boys Rosario - Barcelona Guayaquil] 3:0

02.08 San Lorenzo de Almagro Buenos Aires - Filanbanco Guayaquil 2:0
- spareggio primo posto

07.08 Newell's Old Boys Rosario - San Lorenzo de Almagro Buenos Aires 1:0
| Club                                | G | V | N | P | Pti | GF | GS |
| ----------------------------------- | - | - | - | - | --- | -- | -- |
| Newell's Old Boys Rosario           | 6 | 2 | 4 | 0 | 8   | 5  | 1  |
| San Lorenzo de Almagro Buenos Aires | 6 | 3 | 2 | 1 | 8   | 6  | 4  |
| Barcelona Guayaquil                 | 6 | 3 | 1 | 2 | 7   | 9  | 8  |
| Filanbanco Guayaquil                | 6 | 0 | 1 | 5 | 1   | 5  | 12 |

### Gruppo 3 Colombia, Uruguay
29.06 Wanderers Montevideo - Nacional Montevideo 0:0

30.06  Millonarios Bogotà -  America Cali 2:3

05.07 Wanderers Montevideo -  America Cali 1:2

08.07 Nacional Montevideo -  America Cali 2:0

12.07 Wanderers Montevideo -  Millonarios Bogotà 2:1

15.07 Nacional Montevideo -  Millonarios Bogotà 4:1

19.07 Nacional Montevideo - Wanderers Montevideo 1:0

19.07  America Cali -  Millonarios Bogotà 2:1

23.07  America Cali - Wanderers Montevideo 1:0

26.07  Millonarios Bogotà - Wanderers Montevideo 3:0

29.07  Millonarios Bogotà - Nacional Montevideo 6:1

03.08  America Cali - Nacional Montevideo 0:0
| Club                 | G | V | N | P | Pti | GF | GS |
| -------------------- | - | - | - | - | --- | -- | -- |
| America Cali         | 6 | 4 | 1 | 1 | 9   | 8  | 6  |
| Nacional Montevideo  | 6 | 3 | 2 | 1 | 8   | 8  | 7  |
| Millonarios Bogotà   | 6 | 2 | 0 | 4 | 4   | 14 | 12 |
| Wanderers Montevideo | 6 | 1 | 1 | 4 | 3   | 3  | 8  |

### Gruppo 4 Bolivia, Paraguay
05.07 Bolívar La Paz - Oriente Petrolero Santa Cruz 1:2

06.07 Cerro Porteño Asunción - Olimpia Asunción 0:0

19.07 Oriente Petrolero Santa Cruz - Olimpia Asunción 1:0

22.07 Bolívar La Paz - Olimpia Asunción 2:0

26.07 Oriente Petrolero Santa Cruz - Cerro Porteño Asunción 2:2

29.07 Bolívar La Paz - Cerro Porteño Asunción 2:0

09.08 Oriente Petrolero Santa Cruz - Bolívar La Paz 1:3

10.08 Olimpia Asunción - Cerro Porteño Asunción 1:0

16.08 Cerro Porteño Asunción - Oriente Petrolero Santa Cruz 1:0

19.08 Olimpia Asunción - Oriente Petrolero Santa Cruz 1:2

19.08 Cerro Porteño Asunción - Bolívar La Paz 3:2

26.08 Olimpia Asunción - Bolívar La Paz 4:2
| Club                         | G | V | N | P | Pti | GF | GS |
| ---------------------------- | - | - | - | - | --- | -- | -- |
| Oriente Petrolero Santa Cruz | 6 | 3 | 1 | 2 | 7   | 8  | 8  |
| Bolívar La Paz               | 6 | 3 | 0 | 3 | 6   | 12 | 10 |
| Cerro Porteño Asunción       | 6 | 2 | 2 | 2 | 6   | 6  | 7  |
| Olimpia Asunción             | 6 | 2 | 1 | 3 | 5   | 6  | 7  |

### Gruppo 5 Brasile, Perù
01.07 Universitario Lima - Alianza Lima 0:0

02.07 Sport Recife - Guarani Campinas 0:1

08.07 Alianza Lima - Guarani Campinas 2:1

12.07 Universitario Lima - Guarani Campinas 1:1

18.07 Universitario Lima - Sport Recife 1:0

22.07 Alianza Lima - Sport Recife 0:1

03.08 Alianza Lima - Universitario Lima 0:2

03.08 Guarani Campinas - Sport Recife 4:1

16.08 Sport Recife - Alianza Lima 5:0

19.08 Guarani Campinas - Alianza Lima 1:0

23.08 Sport Recife - Universitario Lima 0:0

26.08 Guarani Campinas - Universitario Lima 1:1
| Club               | G | V | N | P | Pti | GF | GS |
| ------------------ | - | - | - | - | --- | -- | -- |
| Guarani Campinas   | 6 | 3 | 2 | 1 | 8   | 9  | 5  |
| Universitario Lima | 6 | 2 | 4 | 0 | 8   | 5  | 2  |
| Sport Recife       | 6 | 2 | 1 | 3 | 5   | 7  | 6  |
| Alianza Lima       | 6 | 1 | 1 | 4 | 3   | 2  | 10 |

- Peñarol Montevideo si qualifica agli ottavi in quanto campione in carica

## Ottavi di finale (7 settembre e 14 settembre)
Universidad Católica Santiago - Nacional Montevideo 1:1 e 0:0

 America Cali - Universitario Lima 1:0 e 2:2

Oriente Petrolero Santa Cruz - Colo Colo Santiago 2:1 e 0:0

San Lorenzo de Almagro Buenos Aires - Guarani Campinas 1:1 e 1:0

Bolívar La Paz - Newell's Old Boys Rosario 1:0 e 0:1, rig. 2:3

## Quarti di finale (21 settembre e 28 settembre)
Newell's Old Boys Rosario - Nacional Montevideo 1:1 e 1:2

San Lorenzo de Almagro Buenos Aires - Peñarol Montevideo 1:0 e 0:0

Oriente Petrolero Santa Cruz -  America Cali 1:1 e 0:2
- Newell's Old Boys si qualifica lo stesso alla semifinale come miglior perdente

## Semifinali (5 ottobre e 12 ottobre)
Nacional Montevideo -  America Cali 1:0 e 1:1

Newell's Old Boys Rosario - San Lorenzo de Almagro Buenos Aires 1:0 e 2:1

## Finale
Newell's Old Boys Rosario - Nacional Montevideo 1:0 e 0:3 dts
19 ottobre 1988 Rosario ? (45000)

Newell's Old Boys Rosario - Nacional Montevideo 1:0(0:0)

Arbitro: ?

Marcatori: 1:0 Gabrich 60

Club Atlético Newell's Old Boys: Scoponi, Llop, Theiler, Pautasso, Sensini, Marino (Fullana 81), Franco, Alfaro, Rossi, Batistuta, Almiron (Gabrich 46)

Club Nacional de Football: Sere, Pintos Saldanha, Revelez, De Leon, Soca, Lemos, Ostolaza, Cardaccio, Castro, Vargas (Carreno 89), De Lima.
26 ottobre 1988 Montevideo Estadio Centenario (75000)

Nacional Montevideo - Newell's Old Boys Rosario 3:0(3:0,2:0)

Arbitro: ?

Marcatori: 1:0 Vargas 13, 2:0 Ostolaza 36, 3:0 De Leon 78

Club Nacional de Football: Sere, Pintos Saldanha, Revelez, De Leon, Soca, Lemos, Ostolaza, Cardaccio, Castro (Moran 11), Vargas (Carreno 54), De Lima. Allenatore: Roberto Fleitas

Club Atlético Newell's Old Boys: Scoponi, Llop (Ramos), Theiler, Pautasso, Sensini, Marino, Franco, Alfaro (Almiron 46), Rossi, Gabrich, Batistuta.
Allenatore: José Yudica